# Хаттула
Ха́ттула (фин. Hattula) — община в провинции Канта-Хяме на юге Финляндии. Общая площадь территории — 427,39 км², из которых 69,55 км² покрыто водой.

## Достопримечательности
- В Хаттуле находится одна из самых старых церквей Финляндии и самая старая каменная церковь в провинции Канта-Хяме — церковь Святого Креста (фин. Hattulan Pyhän Ristin kirkko).

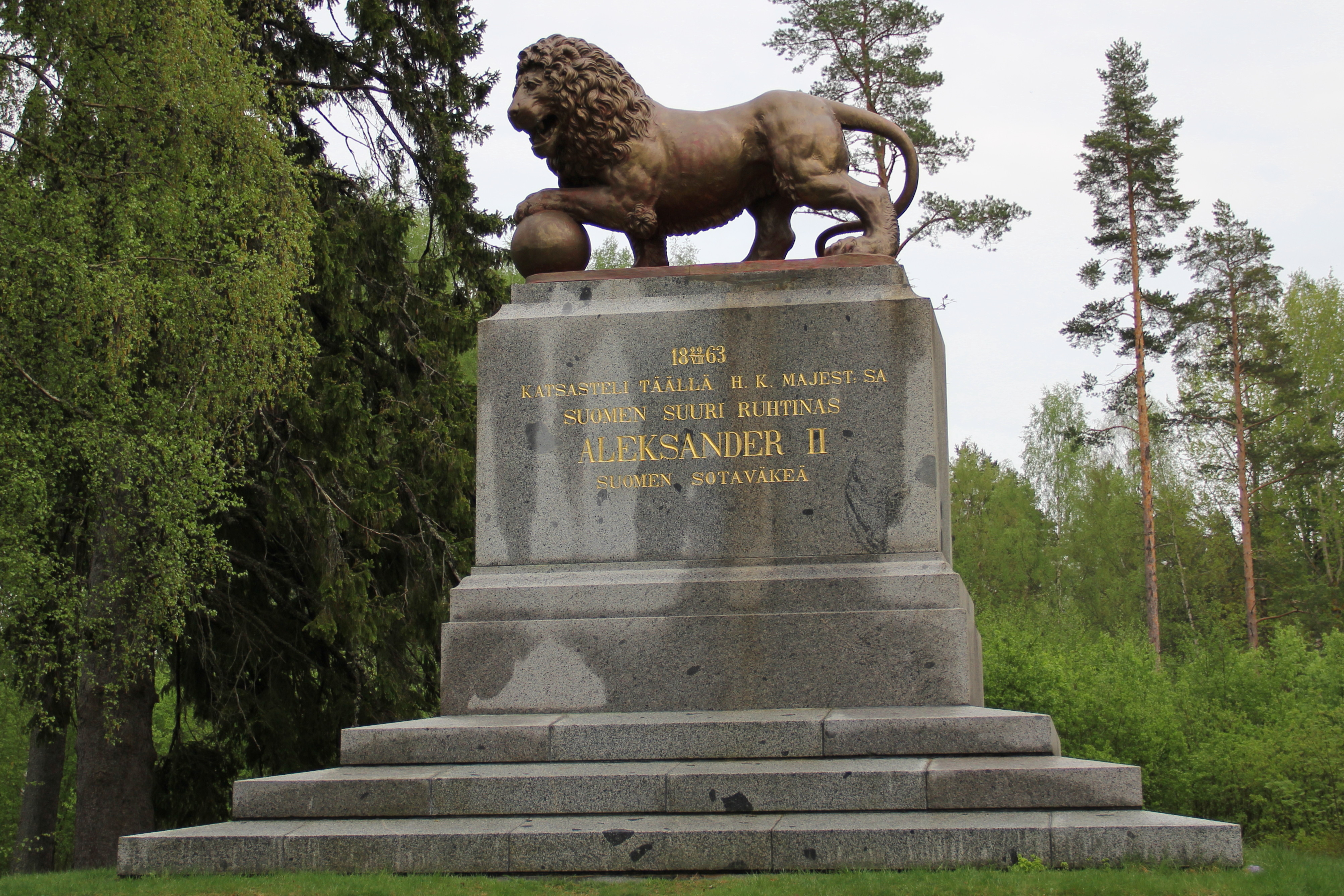
Памятник императору Александру II в Хаттуле

- В 1868 был воздвигнут памятник императору Александру II Освободителю в честь смотра финских войск, проведенного императором в 1863 году близ Тавастгуса. Памятник представляет из себя бронзового льва на гранитном постаменте. На одной из граней постамента нанесена надпись: «18 29/VII 63 KATSASTELI TÄÄLLÄ H. K. MAJEST: SA SUOMEN SUURI RUHTINAS ALEKSANDER II SUOMEN SOTAVÄKEÄ». Выполнен по проекту скульптора Шестранда[5][6][7].

## Транспортное сообщение

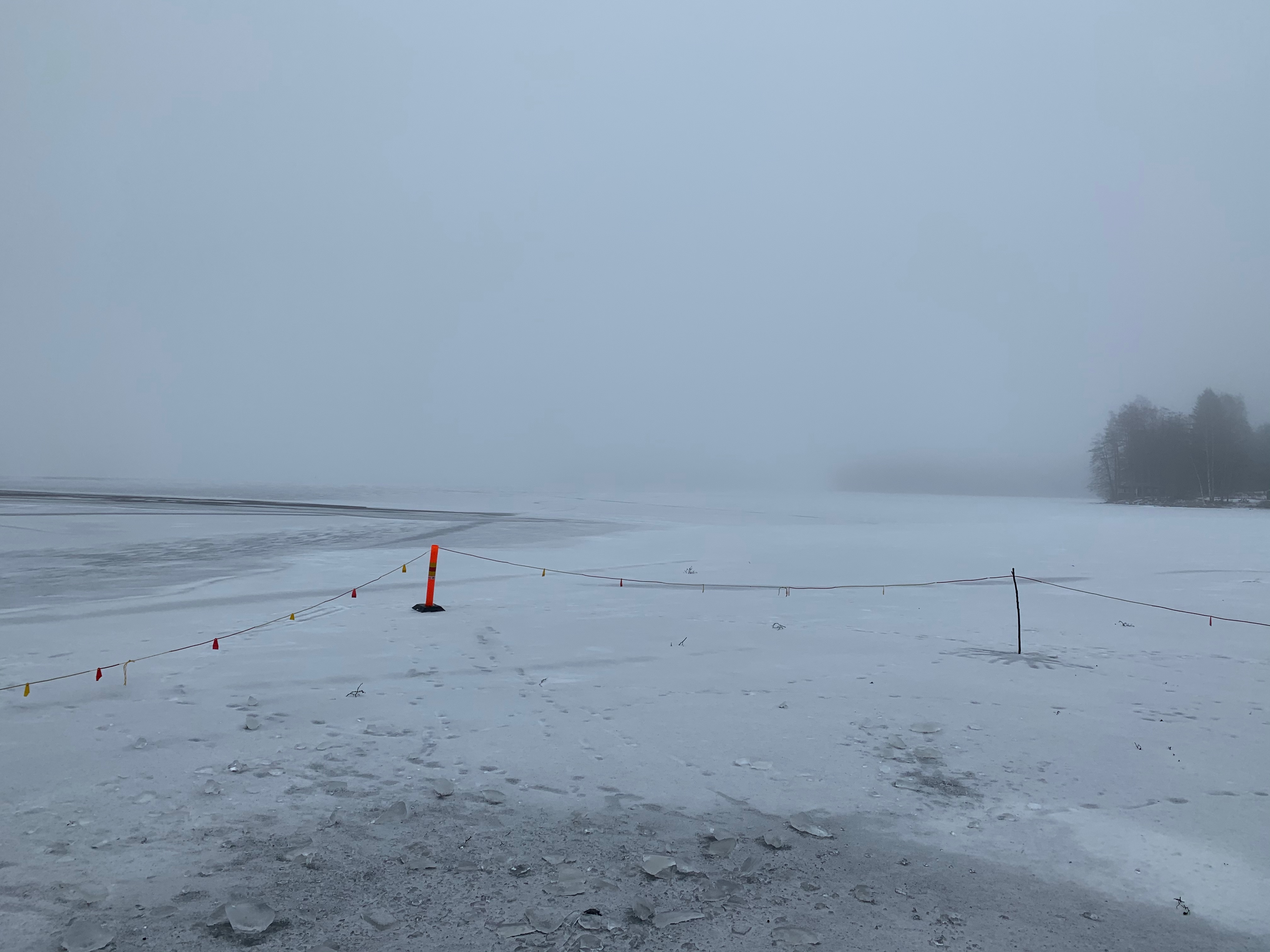
Озеро Ванаявеси в общине Хаттула

Основные дорожные соединения через общину Хаттула связаны с шоссе 3 и главной дорогой 57. Железная дорога Хельсинки—Тампере находится в Пароле — центре общины, где останавливаются некоторые поезда. Кроме того, по водному пути озера Ванаявеси можно попасть, например, в Хямеэнлинну или Тампере.

## Демография
На 31 января 2011 года в общине Хаттула проживало 9665 человек: 4827 мужчин и 4838 женщин.
Финский язык является родным для 98,78 % жителей, шведский — для 0,38 %. Прочие языки являются родными для 0,84 % жителей общины.
Возрастной состав населения:
- до 14 лет — 18,93 %
- от 15 до 64 лет — 64,84 %
- от 65 лет — 16,14 %

Изменение численности населения по годам:
| Год  | Численность |
| ---- | ----------- |
| 1980 | 7391        |
| 1990 | 8724        |
| 2000 | 9131        |
| 2010 | 9657        |
| 2011 | 9665        |

## Известные жители и уроженцы
- Юрьё Сойни (1896—1975) — финский журналист, писатель, сценарист, драматург, редактор.